# Filip II., španjolski kralj
Filip II. (španjolski Felipe II), (Valladolid, 21. svibnja 1527. – El Escorial kod Madrida, 13. rujna 1598.), španjolski kralj (1556. – 1598.), kralj Napulja i Sicilije (1554. – 1598.), kralj Engleske (suvladar s Marijom I.)  (1554. – 1558.), gospodar Nizozemske (od 1555.), kralj Portugala (kao Filip I., od 1580. do 1598.) i kralj Čilea (1554. – 1556.) iz dinastije Habsburg.

## Životopis
Bio je sin Karla V., cara Svetog Rimskog Carstva, koji je u Španjolskoj vladao pod imenom Karlo I. Nastojao je u toku svoje duge vladavine osigurati prevlast Španjolske u Europi. Godine 1561. seli svoj dvor iz Toleda u Madrid koji time postaje glavni grad kraljevine Španjolske. Kao protivnik protenstantizma dao je široka ovlaštenja inkvizicijskim sudovima. Španjolska inkvizicija je optužene krivovjerce spaljivala uz velike svečanosti. On je koristio inkviziciju u Španjolskoj kako bi učvrstio apsolutizam, a čak je i ograničio autonomiju svojim talijanskim i nizozemskim posjedima. Kada je 1580. godine osvojio Portugal, zagospodario je čitavim Pirinejskim poluotokom i prostranim portugalskim kolonijama u Brazilu i istočnoj Indiji.
Kako za svakog habsburškog vladara pa tako i za njega, Nizozemska je predstavljala dragocjeni posjed. Dok je njegov otac donekle vodio računa o domaćim običajima, dotle je Filip II. preko svake mjere prisvajao bogatstva zemlje, oduzimao povlastice i sužavao vlast plemstva. Počeo je progoniti protestantsku vjeru i njene pristalice. Nezadovoljstvo stanovnika Nizozemske preraslo je 1566. godine u otvoreni ustanak. Stanovnici 17 nizozemskih provincija nisu mogli izdržati jaku navalu španjolskih vlasti i 1576. godine sporazumom u Gandu su odlučili stvoriti nezavisnu uniju. Ustanike su španjolske vlasti s prezirom nazvali gezi (otpadnici). Protiv Filipa II. ustanike su pomagali i francuski i engleski protestanti. Ustanike je vrlo uspješno vodio Vilim I. Oranski. Usprkos ovim ustancima, borba ustanika protiv španjolske vlasti bila je neravnopravna i teška zbog vjerskih razlika i drugih osobitosti. 
Južne (valonske) provincije, koje su bile katoličke vjere i pružale otpor španjolskoj vlasti, osnovale su Katolički savez 1579. godine. Time je stvorena osnova za španjolsku Nizozemsku i Belgiju. Stanovnici sjevernih provincija bili su germanskog podrijetla i kalvinske vjere. Sedam sjevernih provincija nastavile su borbu protiv španjolske vlasti i sporazumom u Utrechtu 1579. stvorile Utrechtsku uniju iz koje je kasnije nastala Republika ujedinjenih provincija. Godine 1581. nova država odvojila se od Španjolske i proglasila nezavisnost. Nova republika nazvana je Nizozemska ili Holandska republika (po najznačajnijoj provinciji), službeno Republika sedam ujedinjenih Nizozemskih (nizozemski: Republiek der Zeven Verenigde Nederlanden).
Godine 1588. pohod njegove "nepobjedive armade" na Englesku završio je katastrofalno, nakon čega je Španjolska izgubila prevlast na moru.